# Moisés Arias
Pour les articles homonymes, voir Arias.
Moisés Arias, né le 18 avril 1994 à New York, est un acteur américano-colombien. Il est surtout connu pour avoir tenu le rôle de Rico dans la série américaine Hannah Montana.

## Biographie
Moisés Arias est né le 18 avril 1994 à New York de deux parents colombiens et parle couramment espagnol[réf. souhaitée]. Son frère est Mateo Arias, l'un des acteurs vedettes de la série américaine Tatami Academy.

## Carrière
Moisés commence à faire quelques apparitions dans des sitcoms telles que Tout le monde déteste Chris (2005) [réf. souhaitée] et La Vie de palace de Zack et Cody (2006)[réf. souhaitée]. Il obtient également un rôle mineur dans le film Super Nacho, sorti en 2006.
Moisés ne rencontre cependant le succès que lorsqu'il obtient le rôle récurrent de Rico dans Hannah Montana, devenant un personnage régulier de la série durant la saison 2.
En 2008, il joue dans le film Beethoven : Une star est née ![réf. souhaitée]. Il apparaît en 2009 dans la sitcom Les Sorciers de Waverly Place[réf. souhaitée], où il joue la conscience de Max (joué par Jake T. Austin). La même année, il tient le rôle d'André dans le téléfilm SOS Daddy de Disney Channel[réf. souhaitée].
En tant qu'acteur régulier des productions de Disney Channel, Moisés participe aux 2 premières saisons du jeu télévisé Disney's Friends for Change Games dans l'équipe des rouges, ainsi qu'à la troisième saison dans l'équipe des jaunes.
Il apparaît aussi dans les clips de plusieurs artistes, tels Pearl Jam, les Jonas Brothers (SOS) ou encore Parmalee (en). Il participe avec Eva Longoria en 2009 au Festival international du film de Guadalajara pour la présentation du film The Perfect Game.
Moisés est également apparu en 2009 sur la chaîne ESPN en tant que « reporter » menant des interviews avec les fans et les joueurs lors des Little League World Series (en), un tournoi de baseball pour les enfants de 11 et 12 ans.
Il faisait également des films sur YouTube sous le nom d'utilisateur « Moiswashere », en compagnie de son frère Mateo.

## Filmographie

### Cinéma

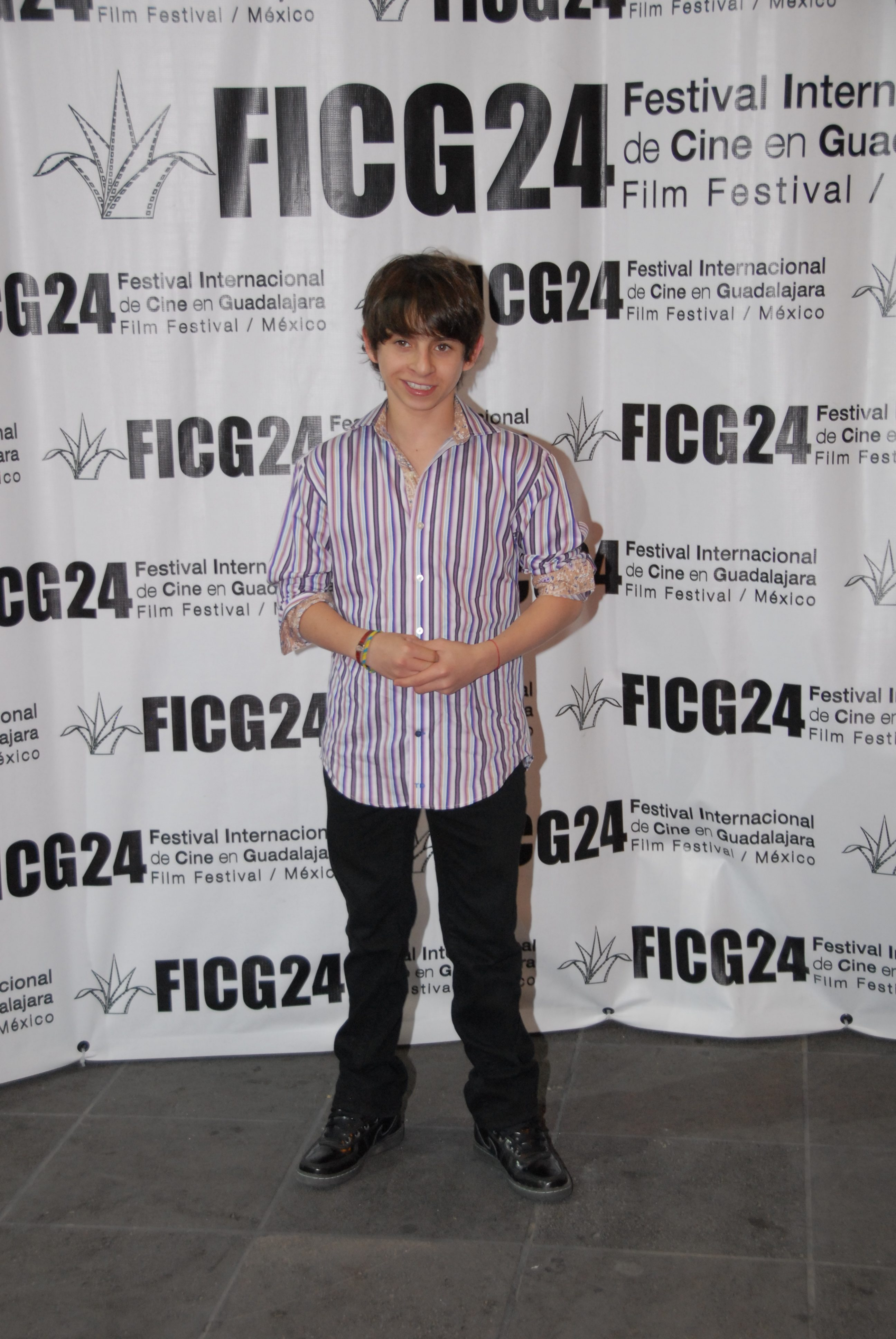
Moisés Arias en 2009 lors du Festival international du film de Guadalajara pour la présentation du film The Perfect Game

- 2006 : Super Nacho de Jared Hess : Juan Pablo
- 2008 : Beethoven : Une star est née ! de Mike Elliott : Billy
- 2009 : The Perfect Game de William Dear : Mario Ontiveros
- 2009 : Hannah Montana, le film de Peter Chelsom : Rico
- 2012 : We the Party de Mario Van Peebles : Quicktime
- 2012 : Noobz de Blake Freeman : Hollywood
- 2013 : La Stratégie Ender (Ender's Game) de Gavin Hood : Bonzo Madrid
- 2013 : The Kings of Summer de Jordan Vogt-Roberts : « Biaggio »
- 2015 : The Stanford Prison Experiment de Kyle Patrick Alvarez
- 2016 : Ben-Hur de Timur Bekmambetov : Gestas
- 2017 : Pitch Perfect 3 : Un rappeur
- 2018 : Little Bitches : Phil
- 2019 : À deux mètres de toi (Five Feet Apart) de Justin Baldoni : Poe Ramirez
- 2019 : Monos de Alejandro Landes : « Pantagrande »
- 2020 : The King of Staten Island de Judd Apatow
- 2022 : Le Samaritain (Samaritan) de Julius Avery : Reza Smith

### Séries télévisées
- 2005 : Tout le monde déteste Chris de Chris Rock et Ali LeRoi : le petit garçon qui rapporte tout au proviseur. (Saison 1, épisode 4)
- 2006 : La Vie de palace de Zack et Cody de Danny Kallis et Jim Geoghan : Randall (1 épisode)
- 2007 : Wish gone Amiss de [Qui ?] : Rico (vidéo)
- 2006-2011 : Hannah Montana de Michael Poryes, Rich Correll et Barry O'Brien : Rico (70 épisodes)
- 2009 : Les Sorciers de Waverly Place de Todd J. Greenwald : Conscience (3 épisodes)
- 2011 : Love Bites de Cindy Chupack : Jeff (1 épisode)
- 2012 : The Middle d'Eileen Heisler et DeAnn Heline : Matt (4 épisodes)
- 2017 : Jean-Claude Van Johnson : Luis
- 2020 : Good Doctor : Luka (1 épisode)
- 2024 : Fallout : Norm

### Téléfilm
- 2009 : SOS Daddy de Paul Hoen : André

## Doublage
- 2006-2007 : Plouf Olly Plouf ! : Olly
- 2009 : Astro Boy : Zane
- 2009 : Phinéas et Ferb : Fred
- 2010 : Astro Boy vs. the Junkyard Pirates : Zane (court-métrage)
- 2010 : Arrietty, le petit monde des chapardeurs : Spiller
- 2013 : Moi, moche et méchant 2 : Antonio Perez